# Roberto de Jesús Escobar Gaviria
 (octobre 2023).
Si vous disposez d'ouvrages ou d'articles de référence ou si vous connaissez des sites web de qualité traitant du thème abordé ici, merci de compléter l'article en donnant les références utiles à sa vérifiabilité et en les liant à la section « Notes et références ».
Roberto de Jesús Escobar Gaviria, né le13 janvier 1947, surnommé El Osito (petit ours), est le frère du défunt pilier de la drogue, Pablo Escobar, ancien comptable et cofondateur du cartel de Medellín. 
Il était responsable de 80 % de la cocaïne introduite en contrebande aux États-Unis.

## Biographie
Pour sa part dans les opérations du cartel de Medellín, Roberto Escobar a été emprisonné. Il s'est échappé avec son frère en juillet 1992 mais s'est rendu aux autorités un an plus tard. Le 18 décembre 1993, alors qu'il était toujours en prison, il a été aveuglé d'un œil par une lettre piégée. Après plus de 10 ans, il a été libéré.
En 2014, il a fondé Escobar Inc avec Olof K. Gustafsson et a enregistré les droits de Successeur d’intérêt[Quoi ?] pour son frère en Californie, aux États-Unis. Le 1er juillet 2016, il a envoyé une lettre à Netflix concernant la série télévisée Narcos exigeant un milliard de dollars de paiement pour une utilisation non autorisée du contenu. En janvier 2019, il a lancé une collecte de fonds GoFundMe dans le but de destituer le président Donald Trump.
En juillet 2019, Escobar a commencé par vendre une lampe de propane conçue afin de ressembler à un lance-flammes et a accusé le PDG de The Boring Company, Elon Musk, de vol de propriété intellectuelle, alléguant que le lanceur promotionnel Not-a-Flamethower de The Boring Company était basé sur une conception qu'Escobar avait décrite en 2017 avec un ingénieur associé à Musk. Par l'intermédiaire des médias, Escobar a proposé publiquement à Musk de régler le différend à hauteur de 100 millions de dollars, en espèces ou en actions de Tesla, ou bien d'utiliser le système judiciaire pour devenir le nouveau PDG de Tesla, Inc.